# Platytachina latifrons
Platytachina latifrons là một loài ruồi trong họ Tachinidae.